# Hirtzfelden
Hirtzfelden je občina v departmaju Haut-Rhin francoske regije Alzacija.
Leta 1990 je v občini živelo 848 oseb oz. 38 oseb/km².